# 歸融
归融（8世纪？—853年2月12日），字章之，唐朝苏州吴县人。

## 生平履历
元和年间，归融进士擢第，官至左拾遗，自监察拾遗转起居，拜工部、礼部员外郎，升任考功员外郎。唐文宗大和六年（832年），转工部郎中，充翰林学士。大和八年（834年），正拜中书舍人。大和九年（835年），转工部侍郎、翰林学士承旨。
开成元年（836年）五月，出翰林学士院任御史中丞。湖南观察使卢周仁以南方有火灾，进羡余钱十万贯。时任御史中丞的归融弹劾他违制进奉，文宗将周仁所进钱收纳在河阴院，以备水旱。
之前，户部员外郎卢元中、左司员外郎判户部案姚康收受平籴官秦季元六千匹绢，贷乾没钱八千万，都贬为岭南县尉。金部员外郎韩益判度支，子弟受人贿赂三千余贯，一半是许诺而没有得到的赃款。文宗询问归融，韩益犯罪，与卢元中、姚康哪个厉害。他回答，卢元中、姚康浪费官钱三万余贯，韩益是子弟收受获罪，比他们轻。贬韩益为梧州司户参军。
王式通过郑注结交王守澄，归融弹劾他，出为江陵少尹。
十二月，归融以户部侍郎、兼御史中丞改任京兆尹。当时京兆府司物力不足，特敕赐钱五万贯；府司将所赐一半还给司农寺充做菜钱，归融在皇帝问对时提到此事。文宗问归融为什么“蔬粝”字有赖的读音，‘粝’是否是极粗的饭。归融以义类作答。
两公主出嫁，京兆府司供帐事繁杂，又接近上巳节，曲江赐宴奏请改日。文宗说：“去年重阳，取九月十九日，未失重阳之意，今年改取十三日即可。”
李固言作宰相，不喜欢归融，开成二年（837年）五月，罢京兆尹。六月，任秘书监。
不久李固言罢相，杨嗣复辅政，以归融权知兵部侍郎，后迁吏部侍郎。
开成四年（839年）二月，外放为检校礼部尚书、兴元尹、兼御史大夫、山南西道节度使，改任东川节度使，封晋陵郡公。
会昌初年历判度支、山南东道节度使、刑部尚书，会昌五年（845年）正月兵部尚书归融上奏请皇帝十二日释服。当时儒臣较少，朝廷礼典都根据归融所议。后来因病辞职，以太子少傅分司东都。大中七年正月初一（853年2月12日），金紫光禄大夫、守太子少傅分司、上柱国、晋陵郡开国公、食邑二千户归融去世，赠尚书左仆射。

## 家庭

### 五世祖
归奧：贈秘書監

### 高祖
归樂：贈房州刺史

### 曾祖
归待聘：贈秘書監

### 祖父
归崇敬（720年—799年）字正礼，历工部尚书、翰林学士、皇太子侍读，以兵部尚书致仕，赠尚书左仆射、司空
- 归氏：嫁惠陵令吴郡陆待诠，生宣歙观察使陆亘[6]

### 父亲
归登（754年—820年）：兵部、户部侍郎、工部尚书
- 归弘简（810年-851年），字子諒，归登季子，弘文館明經及第，历右內率府兵曹參軍、左威衛胃曹參軍，嶺南節度使李從易奏为节度使府參謀、試大理評事、攝監察御史。入为國子監太學博士，岭南节度使盧公貞奏爲節度推官、改殿中侍御史，鹽鐵使薛元请为攝鹽鐵江陵院事。累遷檢校主客員外郎、金部郎中、兼侍御史。妻范氏（809年—840年），宣歡觀察使顺阳范傅正女[7]。有二子一女[8]

### 妻子
陆氏，宰相陆贽之女，封越国夫人

### 儿子
- 归仁翰，大中十一年（857年）进士[9]
- 归仁宪，进士及第[10]
- 归仁晦（815年-876年）字韬之，开成三年（838年）进士，历任楚州刺史、给事中、御史中丞、尚书右丞、吏部侍郎、尚书左丞、礼部尚书、宣武节度使、户部尚书、吏部尚书[11]。妻子夔王傅荥阳郑齐之女[11]，妾支氏[12]
  - 归延矩 [11]
  - 归传范[11]
  - 归虔范，妻子天水赵氏[13][14]
    - 归道坚

  - 归遵范[11]
  - 归保范[11]
  - 归承范[11]
  - 归彦范[11]
  - 归氏，嫁虔州刺史吴郡陆肱[11]
  - 归氏，嫁进士庾樸[11]
  - 归氏[11]
  - 归氏[11]
- 归仁绍，咸通十年（869年）状元[15]，历殿中侍御史[11]、侍御史[16]、度支郎中[17]、御史中丞、兵部尚书[18]
  - 归侑[19]，光化四年状元[20]
  - 归係[19][21]，天祐二年状元[22]，官至礼部侍郎？[23]
- 归仁泽，咸通十五年（874年）状元[24]，中和二年为礼部侍郎、知贡举[11]，后任列曹尚书、观察使[25]
  - 归黯，景福元年（892年）状元[26]
  - 归譪，字文彦，进士及第，历侍御史、登州司户，同光时期任尚书右丞，迁刑、户二部侍郎，以太子宾客致仕，卒年七十六[27]。

归融有一曾孙归处讷